# San Mateo, Boyacá
San Mateo là một thị xã và đô thị ở Departamento Boyacá, thuộc phân vùng Northern Boyacá, Colombia.